# Társadalmi kategorizáció
A társadalmi kategorizáció az egyes embernek egy társas csoport tagjaként való azonosítása az alapján, hogy olyan (társas szempontból releváns) tulajdonságokkal rendelkezik, amilyenek a csoportra jellemzőek.

## Példák
- A szilvafa udvarunkon és a tölgyfa az erdőben is fa, mivel osztoznak ugyanabban a tulajdonságokban, amelyek a lombhullató fákra jellemzőek. Ehhez hasonlóan osztjuk csoportokra az embereket azáltal, hogy egy kalap alá vesszük őket (társas szempontból jelentéssel bíró) tulajdonságaik alapján, amelyek mindannyiukra jellemzőek.
- A könyvtár egyik könyvkupacánál álló férfit könyvtárosként besoroljuk egy kategóriába. Arra következtethetünk így, hogy segíteni fog könyvet keresni és csendet teremt, hogy tanuljunk.

## Elmélet
A kategorizáció az a folyamat, amely által a tárgyakat vagy embereket csoportosítjuk. Lényeges részét képezi gondolkodásunknak.
Társadalmi kategorizáció akkor történik, ha az embereket inkább társas csoportok tagjaiként észlelik, mint egyedi egyénekként. A nem, etnikum és kor nyilvánvaló alapjai a társadalmi kategorizációnak, de nem kizárólagosak. Ide sorolhatók még: a vallás, az etnikum, az egyenruhák, a nyelv, a szexuális orientáció, a jövedelemszint, a jelvények, egy-egy szakma eszközei, foglalkozás, dialektus, akcentus stb.
A kategorizáció során azzal, hogy a tárgyakat, személyeket csoportosítjuk bizonyos tulajdonságok alapján, hogy rendelkeznek-e vele vagy sem, így lényegében általánosítást végzünk, egyszerűsítünk, leegyszerűsítünk. Hasznos folyamat, hiszen elősegíti a hatékony interakciót, valamint gyorsabb információfeldolgozást tesz lehetővé.
A társadalmi kategorizáció folyamata során megfigyelhető jelenség a kategorikus percepció, mely a paradigma funkcionális aspektusát képzi. A kategóriaazonosítás következtében a kategórián belüli hasonlóságok, illetve a kategóriák közötti különbségek felértékelődnek, ugyanakkor a kategóriák közötti hasonlóságok és a kategórián belüli különbségek észlelése kevésbé válik hangsúlyossá. Más szóval: ha az embereket csoportokba soroljuk, sokkal inkább tudatában leszünk azoknak a jellemzőknek, amelyek az egyik csoportot a másiktól megkülönböztetik, mint azoknak, amelyek hasonlóvá teszik őket.

## Céljai
- Hasznos és nélkülözhetetlen eszköz, hiszen lehetővé teszi a környezetben való eligazodást és a társadalomban való hatékony feladatvégzést.
- Mindemellett lehetővé teszi, hogy az érdektelen információról ne vegyünk tudomást. Megóv az erőfeszítéstől, hogy mindenkinek, akivel találkozunk, összes egyedi, személyes aspektusával foglalkoznunk kelljen akkor is, ha az nem fontos az interakcióban.
- Tehát kettős célja van: hasznos információt nyújt, amelyet rögtön nem lehet észlelni, és lehetővé teszi, hogy a szükségtelen információt figyelmen kívül hagyjuk.

## Következményei
A társadalmi kategorizáció egy csoport tagjait sokkal hasonlóbbnak láttatja, mint ha azok nem lennének kategóriákba sorolva. Tehát akár valódi különbségek, akár tetszőleges és triviális jellemzők szerint sorolhatják a többieket csoportba az emberek. A fokozott hasonlóság miatt az emberek gyakran túlbecsülik a csoport tagjainak hasonlóságát, és figyelmen kívül hagyják a közük lévő különbségeket. A társadalmi kategorizáció élesebben mutatja meg a világot, a csoporton belüli hasonlóságok és a csoportok közötti különbségek túlbecslése pedig az az ár, amit az élesebb képért fizetünk. Megalapozzuk velük a sztereotipizálást.

## Kísérletek[2]
A kísérleti személyek egy csoportdiszkussziót hallgathattak meg, s közben képet is láthattak az éppen véleményt formáló személyről. A csoportvitában három fekete, valamint három fehér személy vett részt, a kategorizáció alapját tehát a kísérletben a rassz képezte. A diszkusszió témája egy színházdarab reklámkampánya volt, mely  semmiféle bőrszínhez kapcsolódó sztereotípiával nem állt összeköttetésben. A csoportvita meghallgatását követően a kísérleti személyek feladata a vélemények, valamint képek párosítása volt. A kísérletvezetőket elsősorban a párosítási hibák típusa érdekelte. Csoportközi hibának számított, ha a kísérleti személyek két különböző csoporthoz tartozó személy véleményét cserélték fel (fekete és fehér személy véleményének felcserélése), csoporton belüli hibának pedig az azonos csoporthoz tartozók megnyilvánulásainak felcserélése (két fekete személy, vagy két fehér személy véleményének felcserélése). A kísérletvezetők feltételezése beigazolódott, a kategórián belüli hibák aránya szignifikánsan magasabb volt.
Taylor és munkatársainak második kísérletében a kísérleti személyek férfiak, és nők voltak, tehát a kategorizáció alapját a nem képezte. A diszkusszió témája a szavazási részvétel növelésének módja volt. Az előbbi kísérlethez hasonlóan a kísérleti személyeknek szintén képeket exponáltak az éppen megnyilvánuló személyről, a csoportvitát követően pedig éppúgy a párosítási feladatot kapták. A paradigma ismét igazolást nyert, a csoporton belüli hibázások aránya magasabb volt, a kísérleti személyek szignifikánsan többször tévesztették össze két nő, illetve két férfi véleményét, mint egy férfi és nő megnyilvánulását.

### Magyarázat
A kategorikus észlelésből adódóan egy adott csoport tagjainak a csoporttagságot meghatározó tulajdonságai válnak kiugróvá, s nem mint egyének, hanem mint csoporttagok válnak az észlelés tárgyává. S éppen ezért, mert a csoporttagokat hasonlóbbnak észleljük, nagyobb valószínűséggel keverjük össze két azonos csoporttagságú személy véleményét, mint két, a kategorizáció alapján különböző személy véleményét.